# Freiherr-vom-Stein-Denkmal

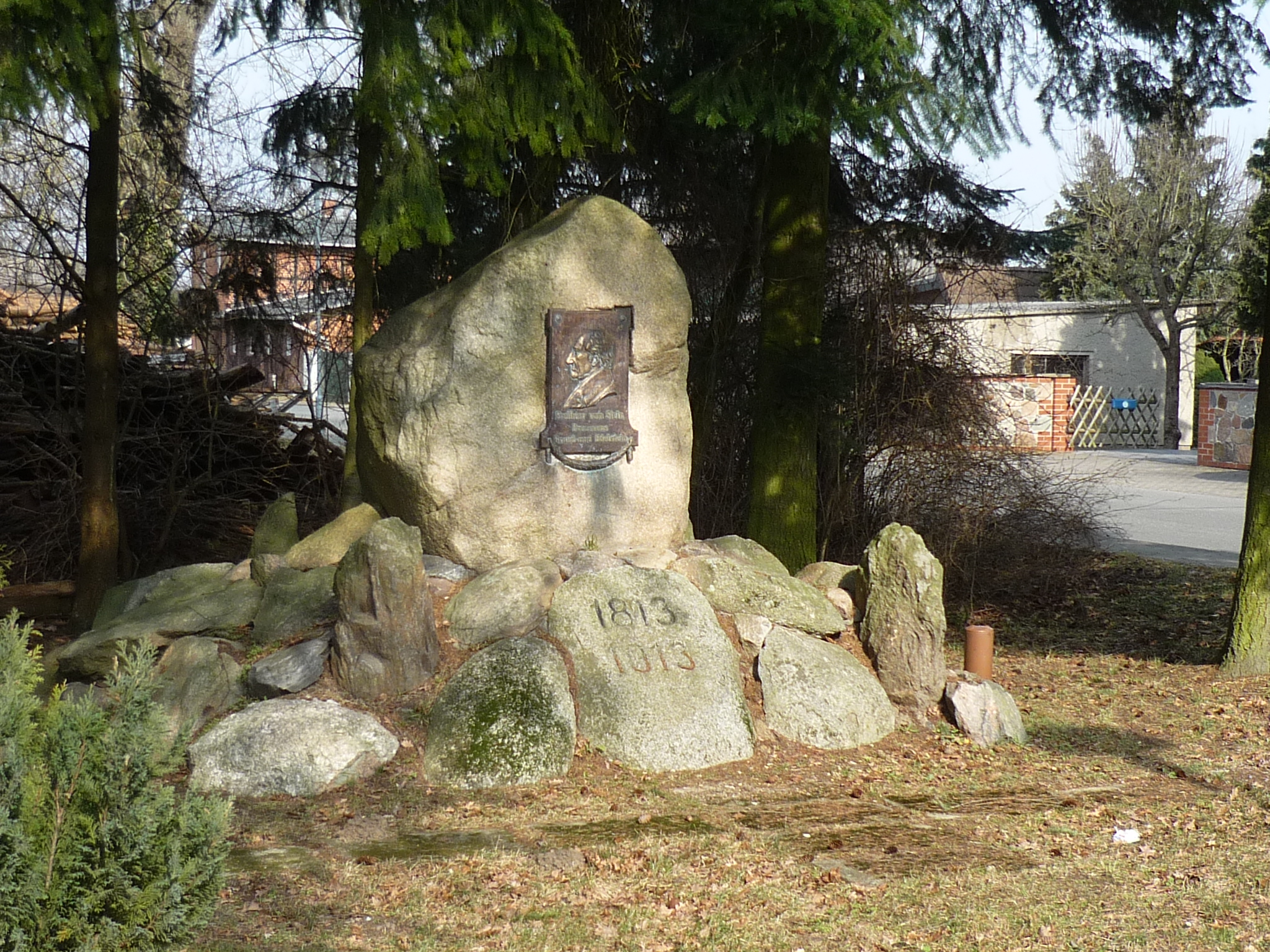
Freiherr-vom-Stein-Denkmal in Nebelin (Prignitz)

Das Freiherr vom Stein-Denkmal in Nebelin, einem Ortsteil der Gemeinde Karstädt im brandenburgischen Landkreis Prignitz, wurde 1913 durch Einwohner des Ortes errichtet und anlässlich der 100-Jahr-Feier der Völkerschlacht bei Leipzig am 24. August 1913 zu Ehren des preußischen Ministers und Reformers Heinrich Friedrich Karl vom und zum Stein eingeweiht. Es ist eines der wenigen Denkmale Steins, welches von den Adressaten der Steinschen Reformen auf eigene Initiative und Kosten errichtet wurde. Durch die Steinschen Reformen erfolgte die Befreiung der Bauern und Landbevölkerung von der Erbuntertänigkeit. Das Denkmal fand auch 100 Jahre nach den Reformen keine einhellige Zustimmung – Landrat, Gutsherr und Pfarrer blieben der Einweihung fern. Die Festrede musste kurzfristig durch den Dorflehrer Kurt Schädel übernommen werden.

## Architektur
Der Sockel des Denkmals besteht aus großen Findlingen (Geschieben) und wird von einem mächtigen Monolith gekrönt (ebenfalls ein Geschiebe von etwa vier Kubikmetern aus einer Wiese am Sollgraben in der Nebeliner Feldmark, gestiftet vom Eigentümer Otto Hingst). An der Vorderseite ist der zentrale Stein mit einer Bronzetafel des Berliner Bildhauers Helmuth Schievelkamp versehen, welche das Profil des Freiherrn vom und zum Stein zeigt. Die Tafel trägt die Aufschrift: „Freiherr vom Stein - Preußens Grund und Edelstein“. In den zentralen Sockelstein sind die Jahreszahlen 1813–1913 eingehauen. Das Freiherr-vom-Stein-Denkmal ist ein Baudenkmal in der Gemeinde Karstädt.